# جيمس كارول فوكس
جيمس كارول فوكس (بالإنجليزية: James Carroll Fox)‏ هو محامي وقاضي أمريكي، ولد في 6 نوفمبر 1928 في أتشيسون في الولايات المتحدة، وتوفي في 23 مارس 2019.